# Циммерман, Райнхард Себастиан
Райнхард Себастьян Циммерман (нем. Reinhard Sebastian Zimmermann, 9 января 1815, Хагнау-Бодензее, Баден-Вюртемберг — 16 ноября 1893, Мюнхен) — немецкий живописец. Отец художника, профессора живописи Эрнста Циммермана (1852—1901).

## Биография
С 1840 по 1842 прошел курс обучения в Мюнхенской академии художеств. Ученик Юлиуса Шнорра фон Карольсфельда, Генриха Мария фон Гесса и Клеменса Циммермана. Затем совершенствовал мастерство в Париже, совершил поездку в Лондон и Брюссель.
В 1847 вернулся на родину, поселился в Мюнхене. Активно участвовал в революционных событиях 1848—1849 годов.
За свою картину выставленную на общенемецкой художественной выставке в Кёльне в 1861 году был награждён золотой медалью.
В 1873 году на международной выставке в Королевском Альберт-Холле в Лондоне Р. Циммерман был удостоен бронзовой медали. Через год великий герцог Баденский Фридрих I отправил его для изучения наследия великих мастеров в Париж и Версаль. Затем побывал в Италии.
В 1884 году Р. Циммерман был награждён Рыцарским крестом I степени (Ritterkreuz I. Klasse) ордена Церингенского льва.

## Творчество
В начале своего творческого пути активно писал портреты, был замечен и в 1862 назначен придворным живописцем великого герцога Бадена Фридриха I Баденского.
В дальнейшем посвятил себя созданию жанровых полотен, посвященных повседневной жизни баварских и швабских крестьян.
Сейчас картины художника экспонируются в Музее Виктории и Альберта (Лондон), в Новой Пинакотеке в Мюнхене и многих других музеях.

## Галерея
|  |  |  |  |  |  |